# Koldo Álvarez
Jesús Luis Álvarez de Eulate Güergue (Vitoria-Gasteiz (Spanje), 4 september 1970), beter bekend als Koldo Álvarez, is een voormalig voetballer en huidig voetbaltrainer. Als doelman speelde hij bij onder meer FC Andorra. Hij is een geboren Baskische Spanjaard, maar heeft inmiddels de Andorrese nationaliteit door zijn huwelijk met een vrouw uit dat land.
Koldo begon als voetballer bij CD Aurrerá de Vitoria. Via Atlético Madrid B, CD Toledo en UD Salamanca kwam hij in 1994 bij FC Andorra, waar hij zijn loopbaan in 2009 afsloot. Hij was gedurende elf jaar (1998-2009) de eerste doelman van het Andorrese nationaal elftal. In november 2003 werd hij door de Andorrese voetbalbond verkozen tot beste speler van Andorra van de afgelopen vijftig jaar.
Op 2 februari 2010 werd hij benoemd tot bondscoach van Andorra, als vervanger van David Rodrigo. Vier maanden later werd de eerste interland onder zijn leiding gespeeld – een vriendschappelijke wedstrijd werd in en tegen IJsland met 4–0 verloren. Onder Álvarez won Andorra tot op heden tien interlands. In februari 2017 werd San Marino met 0–2 verslagen en in juni van dat jaar versloeg Andorra Hongarije met 1–0. Hierna volgden nog 8 overwinningen, waaronder nog 2 keer tegen San Marino in de WK-kwalificatie.
| Interlands Andorra onder leiding van Koldo Álvarez | Interlands Andorra onder leiding van Koldo Álvarez | Interlands Andorra onder leiding van Koldo Álvarez | Interlands Andorra onder leiding van Koldo Álvarez | Interlands Andorra onder leiding van Koldo Álvarez | Interlands Andorra onder leiding van Koldo Álvarez |
| №                                                  | Datum                                              | Wedstrijd                                          | Uitslag                                            | Competitie                                         |                                                    |
| -------------------------------------------------- | -------------------------------------------------- | -------------------------------------------------- | -------------------------------------------------- | -------------------------------------------------- | -------------------------------------------------- |
| 1                                                  | 29 mei 2010                                        | IJsland – Andorra                                  | 4 – 0                                              | Oefeninterland                                     |                                                    |
| 2                                                  | 2 juni 2010                                        | Albanië – Andorra                                  | 1 – 0                                              | Oefeninterland                                     |                                                    |
| 3                                                  | 11 augustus 2010                                   | Cyprus – Andorra                                   | 1 – 0                                              | Oefeninterland                                     |                                                    |
| 4                                                  | 3 september 2010                                   | Andorra – Rusland                                  | 0 – 2                                              | EK-kwalificatie                                    |                                                    |
| 5                                                  | 7 september 2010                                   | Ierland – Andorra                                  | 3 – 1                                              | EK-kwalificatie                                    |                                                    |
| 6                                                  | 8 oktober 2010                                     | Andorra – Macedonië                                | 0 – 2                                              | EK-kwalificatie                                    |                                                    |
| 7                                                  | 12 oktober 2010                                    | Armenië – Andorra                                  | 4 – 0                                              | EK-kwalificatie                                    |                                                    |
| 8                                                  | 9 februari 2011                                    | Andorra – Moldavië                                 | 1 – 2                                              | Oefeninterland                                     |                                                    |
| 9                                                  | 26 maart 2011                                      | Andorra – Slowakije                                | 0 – 1                                              | EK-kwalificatie                                    |                                                    |
| 10                                                 | 4 juni 2011                                        | Slowakije – Andorra                                | 1 – 0                                              | EK-kwalificatie                                    |                                                    |
| 11                                                 | 2 september 2011                                   | Andorra – Armenië                                  | 0 – 3                                              | EK-kwalificatie                                    |                                                    |
| 12                                                 | 6 september 2011                                   | Macedonië – Andorra                                | 1 – 0                                              | EK-kwalificatie                                    |                                                    |
| 13                                                 | 7 oktober 2011                                     | Andorra – Ierland                                  | 0 – 2                                              | EK-kwalificatie                                    |                                                    |
| 14                                                 | 11 oktober 2011                                    | Rusland – Andorra                                  | 6 – 0                                              | EK-kwalificatie                                    |                                                    |
| 15                                                 | 30 mei 2012                                        | Andorra – Azerbeidzjan                             | 0 – 0                                              | Oefeninterland                                     |                                                    |
| 16                                                 | 2 juni 2012                                        | Polen – Andorra                                    | 4 – 0                                              | Oefeninterland                                     |                                                    |
| 17                                                 | 14 augustus 2012                                   | Liechtenstein – Andorra                            | 1 – 0                                              | Oefeninterland                                     |                                                    |
| 18                                                 | 7 september 2012                                   | Andorra – Hongarije                                | 0 – 5                                              | WK-kwalificatie                                    |                                                    |
| 19                                                 | 11 september 2012                                  | Roemenië – Andorra                                 | 4 – 0                                              | WK-kwalificatie                                    |                                                    |
| 20                                                 | 12 oktober 2012                                    | Nederland – Andorra                                | 3 – 0                                              | WK-kwalificatie                                    |                                                    |
| 21                                                 | 16 oktober 2012                                    | Andorra – Estland                                  | 0 – 1                                              | WK-kwalificatie                                    |                                                    |
| 22                                                 | 14 november 2012                                   | Andorra – IJsland                                  | 0 – 2                                              | Oefeninterland                                     |                                                    |
| 23                                                 | 22 maart 2013                                      | Andorra – Turkije                                  | 0 – 2                                              | WK-kwalificatie                                    |                                                    |
| 24                                                 | 26 maart 2013                                      | Estland – Andorra                                  | 2 – 0                                              | WK-kwalificatie                                    |                                                    |
| 25                                                 | 14 augustus 2013                                   | Moldavië – Andorra                                 | 1 – 1                                              | Oefeninterland                                     |                                                    |
| 26                                                 | 6 september 2013                                   | Turkije – Andorra                                  | 5 – 0                                              | WK-kwalificatie                                    |                                                    |
| 27                                                 | 10 september 2013                                  | Andorra – Nederland                                | 0 – 2                                              | WK-kwalificatie                                    |                                                    |
| 28                                                 | 11 oktober 2013                                    | Andorra – Roemenië                                 | 0 – 4                                              | WK-kwalificatie                                    |                                                    |
| 29                                                 | 15 oktober 2013                                    | Hongarije – Andorra                                | 2 – 0                                              | WK-kwalificatie                                    |                                                    |
| 30                                                 | 5 maart 2014                                       | Andorra – Moldavië                                 | 0 – 3                                              | Oefeninterland                                     |                                                    |
| 31                                                 | 26 maart 2014                                      | Indonesië – Andorra                                | 1 – 0                                              | Oefeninterland                                     |                                                    |
| 32                                                 | 9 september 2014                                   | Andorra – Wales                                    | 1 – 2                                              | EK-kwalificatie                                    |                                                    |
| 33                                                 | 10 oktober 2014                                    | België – Andorra                                   | 6 – 0                                              | EK-kwalificatie                                    |                                                    |
| 34                                                 | 13 oktober 2014                                    | Andorra – Israël                                   | 1 – 4                                              | EK-kwalificatie                                    |                                                    |
| 35                                                 | 16 november 2014                                   | Cyprus – Andorra                                   | 5 – 0                                              | EK-kwalificatie                                    |                                                    |
| 36                                                 | 28 maart 2015                                      | Andorra – Bosnië en Herzegovina                    | 0 – 3                                              | EK-kwalificatie                                    |                                                    |
| 37                                                 | 6 juni 2015                                        | Andorra – Equatoriaal-Guinea                       | 0 – 1                                              | Oefeninterland                                     |                                                    |
| 38                                                 | 12 juni 2015                                       | Andorra – Cyprus                                   | 1 – 3                                              | EK-kwalificatie                                    |                                                    |
| 39                                                 | 3 september 2015                                   | Israël – Andorra                                   | 4 – 0                                              | EK-kwalificatie                                    |                                                    |
| 40                                                 | 6 september 2015                                   | Bosnië en Herzegovina – Andorra                    | 3 – 0                                              | EK-kwalificatie                                    |                                                    |
| 41                                                 | 10 oktober 2015                                    | Andorra – België                                   | 1 – 4                                              | EK-kwalificatie                                    |                                                    |
| 42                                                 | 13 oktober 2015                                    | Wales – Andorra                                    | 2 – 0                                              | EK-kwalificatie                                    |                                                    |
| 43                                                 | 12 november 2015                                   | Andorra – Saint Kitts en Nevis                     | 0 – 1                                              | Oefeninterland                                     |                                                    |
| 44                                                 | 28 maart 2016                                      | Andorra – Moldavië                                 | 0 – 1                                              | Oefeninterland                                     |                                                    |
| 45                                                 | 26 mei 2016                                        | Azerbeidzjan – Andorra                             | 0 – 0                                              | Oefeninterland                                     |                                                    |
| 46                                                 | 1 juni 2016                                        | Estland – Andorra                                  | 2 – 0                                              | Oefeninterland                                     |                                                    |
| 47                                                 | 6 september 2016                                   | Andorra – Letland                                  | 0 – 1                                              | WK-kwalificatie                                    |                                                    |
| 48                                                 | 7 oktober 2016                                     | Portugal – Andorra                                 | 6 – 0                                              | WK-kwalificatie                                    |                                                    |
| 49                                                 | 10 oktober 2016                                    | Andorra – Zwitserland                              | 1 – 2                                              | WK-kwalificatie                                    |                                                    |
| 50                                                 | 13 november 2016                                   | Hongarije – Andorra                                | 4 – 0                                              | WK-kwalificatie                                    |                                                    |
| 51                                                 | 22 februari 2017                                   | San Marino – Andorra                               | 0 – 2                                              | Oefeninterland                                     |                                                    |
| 52                                                 | 25 maart 2017                                      | Andorra – Faeröer                                  | 0 – 0                                              | WK-kwalificatie                                    |                                                    |
| 53                                                 | 9 juni 2017                                        | Andorra – Hongarije                                | 1 – 0                                              | WK-kwalificatie                                    |                                                    |
| 54                                                 | 16 augustus 2017                                   | Andorra – Qatar                                    | 0 – 1                                              | Oefeninterland                                     |                                                    |
| 55                                                 | 31 augustus 2017                                   | Zwitserland – Andorra                              | 3 – 0                                              | WK-kwalificatie                                    |                                                    |
| 56                                                 | 3 september 2017                                   | Faeröer – Andorra                                  | 1 – 0                                              | WK-kwalificatie                                    |                                                    |
| 57                                                 | 7 oktober 2017                                     | Andorra – Portugal                                 | 0 – 2                                              | WK-kwalificatie                                    |                                                    |
| 58                                                 | 10 oktober 2017                                    | Letland – Andorra                                  | 4 – 0                                              | WK-kwalificatie                                    |                                                    |
| 59                                                 | 21 maart 2018                                      | Liechtenstein – Andorra                            | 0 – 1                                              | Oefeninterland                                     |                                                    |
| 60                                                 | 3 juni 2018                                        | Andorra – Kaapverdië                               | 0 – 0                                              | Oefeninterland                                     |                                                    |
| 61                                                 | 18 augustus 2018                                   | Andorra – Verenigde Arabische Emiraten             | 0 – 0                                              | Oefeninterland                                     |                                                    |
| 62                                                 | 6 september 2018                                   | Letland – Andorra                                  | 0 – 0                                              | UEFA Nations League                                |                                                    |
| 63                                                 | 10 september 2018                                  | Andorra – Kazachstan                               | 1 – 1                                              | UEFA Nations League                                |                                                    |
| 64                                                 | 13 oktober 2018                                    | Georgië – Andorra                                  | 3 – 0                                              | UEFA Nations League                                |                                                    |
| 65                                                 | 16 oktober 2018                                    | Kazachstan – Andorra                               | 4 – 0                                              | UEFA Nations League                                |                                                    |
| 66                                                 | 15 november 2018                                   | Andorra – Georgië                                  | 1 – 1                                              | UEFA Nations League                                |                                                    |
| 67                                                 | 19 november 2018                                   | Andorra – Letland                                  | 0 – 0                                              | UEFA Nations League                                |                                                    |
| 68                                                 | 22 maart 2019                                      | Andorra – IJsland                                  | 0 – 2                                              | EK-kwalificatie                                    |                                                    |
| 69                                                 | 25 maart 2019                                      | Andorra – Albanië                                  | 0 – 3                                              | EK-kwalificatie                                    |                                                    |
| 70                                                 | 8 juni 2019                                        | Moldavië – Andorra                                 | 1 – 0                                              | EK-kwalificatie                                    |                                                    |
| 71                                                 | 11 juni 2019                                       | Andorra – Frankrijk                                | 0 – 4                                              | EK-kwalificatie                                    |                                                    |
| 72                                                 | 7 september 2019                                   | Turkije – Andorra                                  | 1 – 0                                              | EK-kwalificatie                                    |                                                    |
| 73                                                 | 10 september 2019                                  | Frankrijk – Andorra                                | 3 – 0                                              | EK-kwalificatie                                    |                                                    |
| 74                                                 | 11 oktober 2019                                    | Andorra – Moldavië                                 | 1 – 0                                              | EK-kwalificatie                                    |                                                    |
| 75                                                 | 14 oktober 2019                                    | IJsland – Andorra                                  | 2 – 0                                              | EK-kwalificatie                                    |                                                    |
| 76                                                 | 14 november 2019                                   | Albanië – Andorra                                  | 2 – 2                                              | EK-kwalificatie                                    |                                                    |
| 77                                                 | 17 november 2019                                   | Andorra – Turkije                                  | 0 – 2                                              | EK-kwalificatie                                    |                                                    |
| 78                                                 | 3 september 2020                                   | Letland – Andorra                                  | 0 – 0                                              | UEFA Nations League                                |                                                    |
| 79                                                 | 6 september 2020                                   | Andorra – Faeröer                                  | 0 – 1                                              | UEFA Nations League                                |                                                    |
| 80                                                 | 7 oktober 2020                                     | Andorra – Kaapverdië                               | 1 – 2                                              | Oefeninterland                                     |                                                    |
| 81                                                 | 10 oktober 2020                                    | Andorra – Malta                                    | 0 – 0                                              | UEFA Nations League                                |                                                    |
| 82                                                 | 13 oktober 2020                                    | Faeröer – Andorra                                  | 2 – 0                                              | UEFA Nations League                                |                                                    |
| 83                                                 | 11 november 2020                                   | Portugal – Andorra                                 | 7 – 0                                              | Oefeninterland                                     |                                                    |
| 84                                                 | 14 november 2020                                   | Malta – Andorra                                    | 3 – 1                                              | UEFA Nations League                                |                                                    |
| 85                                                 | 17 november 2020                                   | Andorra – Letland                                  | 0 – 5                                              | UEFA Nations League                                |                                                    |
| 86                                                 | 25 maart 2021                                      | Andorra – Albanië                                  | 0 – 1                                              | WK-kwalificatie                                    |                                                    |
| 87                                                 | 28 maart 2021                                      | Polen – Andorra                                    | 3 – 0                                              | WK-kwalificatie                                    |                                                    |
| 88                                                 | 31 maart 2021                                      | Andorra – Hongarije                                | 1 – 4                                              | WK-kwalificatie                                    |                                                    |
| 89                                                 | 3 juni 2021                                        | Andorra – Ierland                                  | 1 – 4                                              | Oefeninterland                                     |                                                    |
| 90                                                 | 7 juni 2021                                        | Andorra – Gibraltar                                | 0 – 0                                              | Oefeninterland                                     |                                                    |
| 91                                                 | 2 september 2021                                   | Andorra – San Marino                               | 2 – 0                                              | WK-kwalificatie                                    |                                                    |
| 92                                                 | 5 september 2021                                   | Engeland – Andorra                                 | 4 – 0                                              | WK-kwalificatie                                    |                                                    |
| 93                                                 | 8 september 2021                                   | Hongarije – Andorra                                | 2 – 1                                              | WK-kwalificatie                                    |                                                    |
| 94                                                 | 9 oktober 2021                                     | Andorra – Engeland                                 | 0 – 5                                              | WK-kwalificatie                                    |                                                    |
| 95                                                 | 12 oktober 2021                                    | San Marino – Andorra                               | 0 – 3                                              | WK-kwalificatie                                    |                                                    |
| 96                                                 | 12 november 2021                                   | Andorra – Polen                                    | 1 – 4                                              | WK-kwalificatie                                    |                                                    |
| 97                                                 | 15 november 2021                                   | Albanië – Andorra                                  | 1 – 0                                              | WK-kwalificatie                                    |                                                    |
| 98                                                 | 25 maart 2022                                      | Andorra – Saint Kitts en Nevis                     | 1 – 0                                              | Oefeninterland                                     |                                                    |
| 99                                                 | 28 maart 2022                                      | Andorra – Grenada                                  | 1 – 0                                              | Oefeninterland                                     |                                                    |
| 100                                                | 3 juni 2022                                        | Letland – Andorra                                  | 3 – 0                                              | UEFA Nations League                                |                                                    |
| 101                                                | 6 juni 2022                                        | Andorra – Moldavië                                 | 0 – 0                                              | UEFA Nations League                                |                                                    |
| 102                                                | 10 juni 2022                                       | Andorra – Liechtenstein                            | 2 – 1                                              | UEFA Nations League                                |                                                    |
| 103                                                | 14 juni 2022                                       | Moldavië – Andorra                                 | 2 – 1                                              | UEFA Nations League                                |                                                    |
| 104                                                | 22 september 2022                                  | Liechtenstein – Andorra                            | 0 – 2                                              | UEFA Nations League                                |                                                    |
| 105                                                | 25 september 2022                                  | Andorra – Letland                                  | 1 – 1                                              | UEFA Nations League                                |                                                    |
| 106                                                | 16 november 2022                                   | Andorra – Oostenrijk                               | 0 – 1                                              | Oefeninterland                                     |                                                    |
| 107                                                | 19 november 2022                                   | Gibraltar – Andorra                                | 1 – 0                                              | Oefeninterland                                     |                                                    |
| 108                                                | 25 maart 2023                                      | Andorra – Roemenië                                 | 0 – 2                                              | EK-kwalificatie                                    |                                                    |
| 109                                                | 28 maart 2023                                      | Kosovo – Andorra                                   | 1 – 1                                              | EK-kwalificatie                                    |                                                    |
| 110                                                | 16 juni 2023                                       | Andorra – Zwitserland                              | 1 – 2                                              | EK-kwalificatie                                    |                                                    |
| 111                                                | 19 juni 2023                                       | Israël – Andorra                                   | 2 – 1                                              | EK-kwalificatie                                    |                                                    |
| 112                                                | 9 september 2023                                   | Andorra – Wit-Rusland                              | 0 – 0                                              | EK-kwalificatie                                    |                                                    |
| 113                                                | 12 september 2023                                  | Zwitserland – Andorra                              | 3 – 0                                              | EK-kwalificatie                                    |                                                    |
| 114                                                | 12 oktober 2023                                    | Andorra – Kosovo                                   | 0 – 3                                              | EK-kwalificatie                                    |                                                    |
| 115                                                | 15 oktober 2023                                    | Roemenië – Andorra                                 | 4 – 0                                              | EK-kwalificatie                                    |                                                    |
| 116                                                | 18 november 2023                                   | Wit-Rusland – Andorra                              | 1 – 0                                              | EK-kwalificatie                                    |                                                    |
| 117                                                | 21 november 2023                                   | Andorra – Israël                                   | 0 – 2                                              | EK-kwalificatie                                    |                                                    |
| 118                                                | 21 maart 2024                                      | Zuid-Afrika – Andorra                              | 1 – 1                                              | Oefeninterland                                     |                                                    |
| 119                                                | 25 maart 2024                                      | Bolivia – Andorra                                  | 1 – 0                                              | Oefeninterland                                     |                                                    |